# Master Takahashi's Adventure Island IV
Master Takahashi's Adventure Island IV (高橋名人の冒険島Ⅳ "Takahashi Meijin no Bōken Jima IV"?) är ett plattformsspel från 1994, utgivet av Hudson Soft till Family Computer. Spelet var det sista NES-spelet att släppas i Japan.

### Fotnoter
1. 1 2 3  ”Release information”. GameFAQs. Arkiverad från originalet den 7 maj 2009. https://web.archive.org/web/20090507182901/http://www.gamefaqs.com/console/nes/data/580603.html. Läst 27 april 2014.